# Effetto Venere

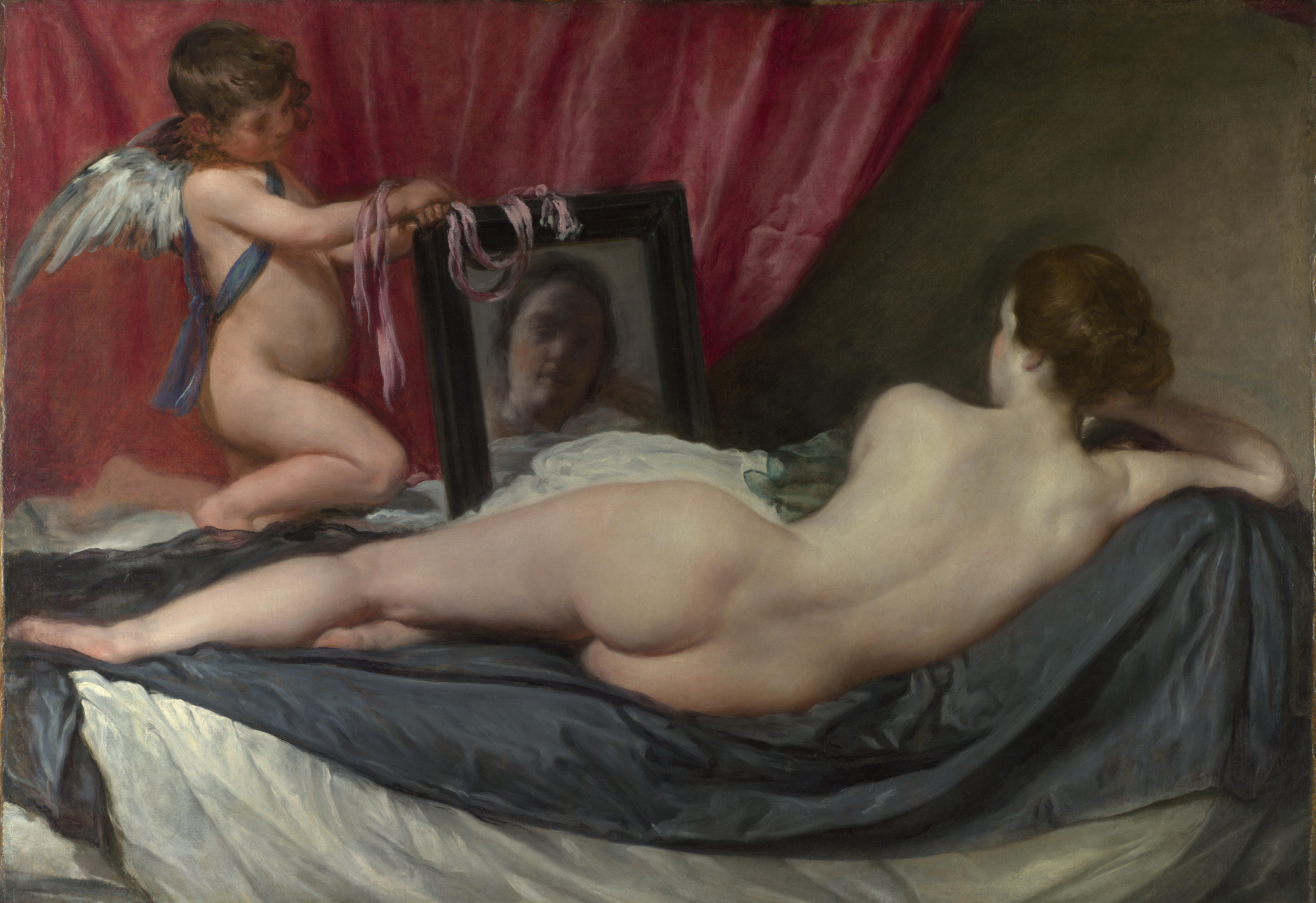
"Venere e Cupido" di Velázquez

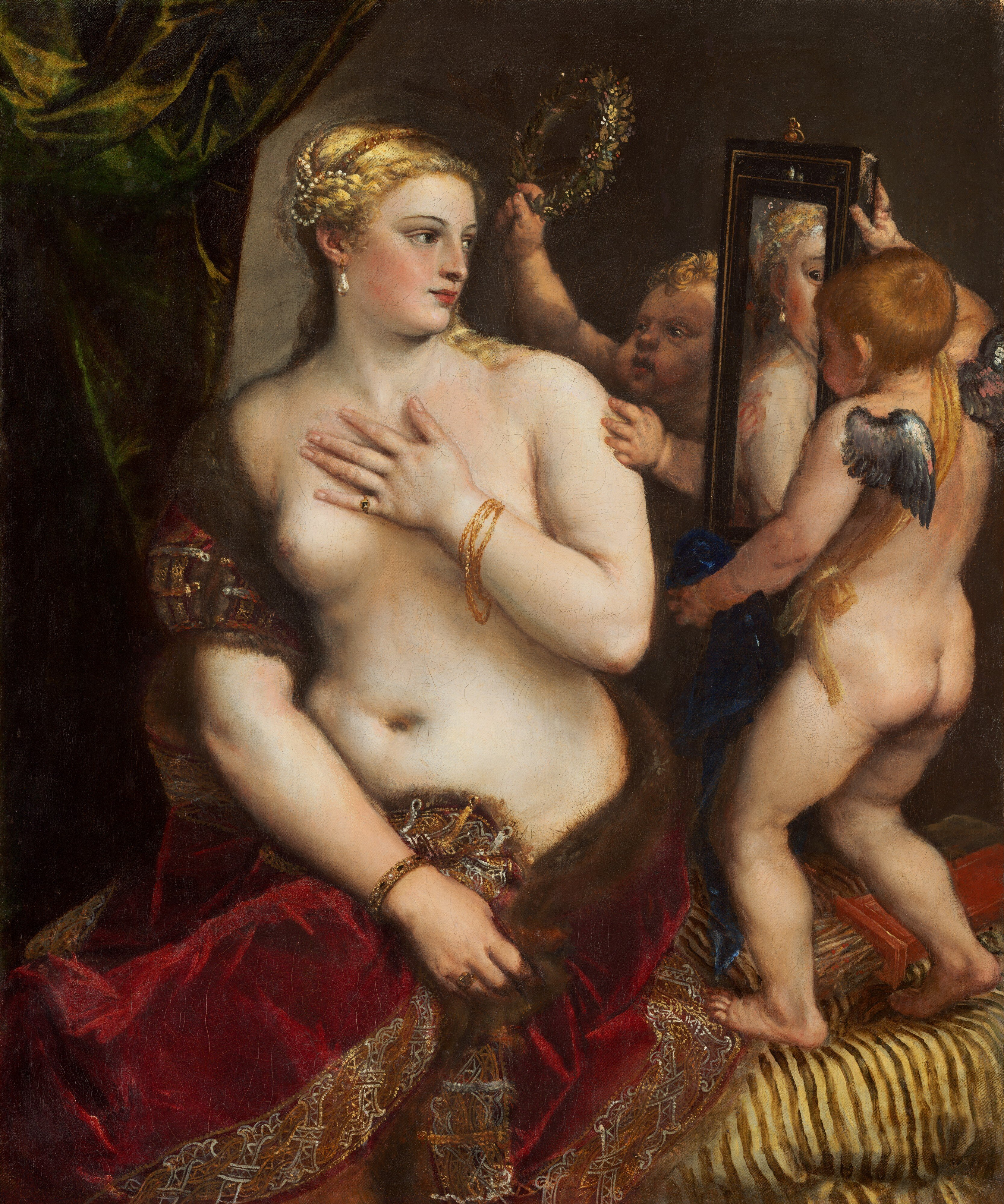
"Venere allo specchio" di Tiziano

L'effetto Venere è un fenomeno della psicologia della percezione, così chiamato a causa dei vari dipinti di Venere in cui la dea si riflette in uno specchio. L'osservatore solitamente crede che Venere stia osservando il suo riflesso; invece, dato che l'osservatore vede il volto di Venere nello specchio, la dea sta effettivamente guardando l'osservatore o il pittore.
Alcuni esempi di tale effetto si ritrovano nei dipinti Venere e Cupido di Velázquez, Venere allo specchio di Tiziano e Venere allo specchio del Veronese.
Nonostante l'effetto si riferisca a Venere, altre donne e uomini, persino animali, sono ritratti utilizzando lo stesso espediente artistico. Un esempio rilevante è l'arazzo che si riferisce alla Vista nel ciclo La dama e l'unicorno, dove è l'unicorno a specchiarsi.
Questo effetto psicologico è usato spesso nel cinema, dove l'attore viene mostrato mentre guarda (apparentemente) se stesso allo specchio. Quello che l'osservatore vede è diverso da ciò che vede l'attore perché la telecamera non è esattamente alle spalle dell'attore.
Bertamini et al. (2010) hanno condotto altri esperimenti e hanno confermato che l'effetto Venere si applica a immagini fotografiche e anche a situazioni reali dove una persona e uno specchio sono viste all'interno di una stanza.